# Floby

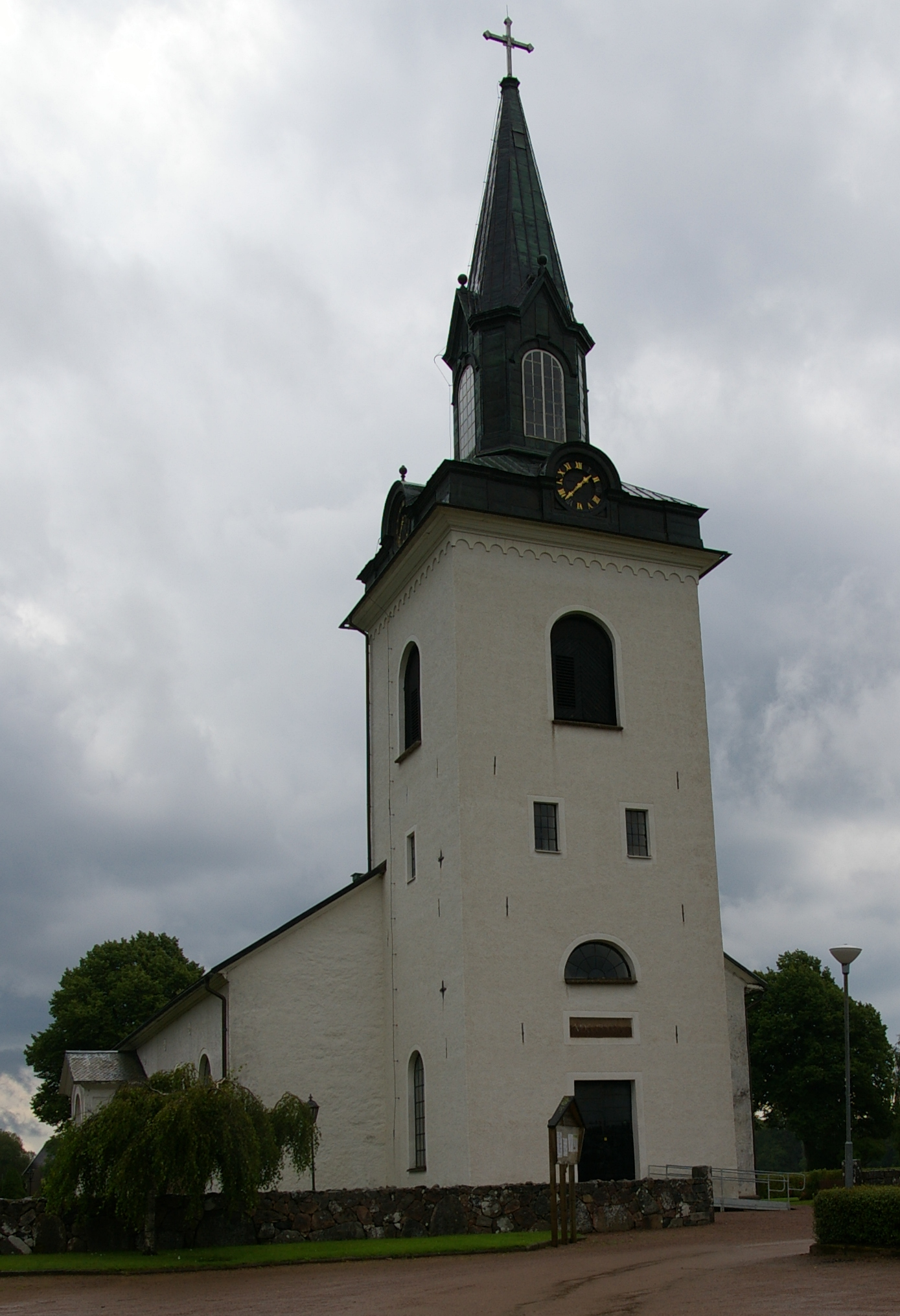
Ortskirche Floby

Floby ist ein Ort in der schwedischen Gemeinde Falköping. Floby liegt etwa 16 Kilometer südwestlich der Stadt Falköping an der Eisenbahnhauptlinie Stockholm-Göteborg. Der Ortsname ist setzt sich aus floe (kleines Gewässer, Sumpf) oder flo (ebener Grund) und by (Hof, Dorf) zusammen.
Floby ist ein Industrieort. Größter Arbeitgeber ist die zur Volvo Car Corporation gehörige Volvo Personvagnar Komponenter AB.
Der Steinkreis von Lellingens liegt nordöstlich von Floby.